# László Saly Németh
Pour les articles homonymes, voir Németh.
Dans le nom hongrois Saly Németh László, le nom de famille précède le prénom, mais cet article utilise l’ordre habituel en français László Saly Németh, où le prénom précède le nom.

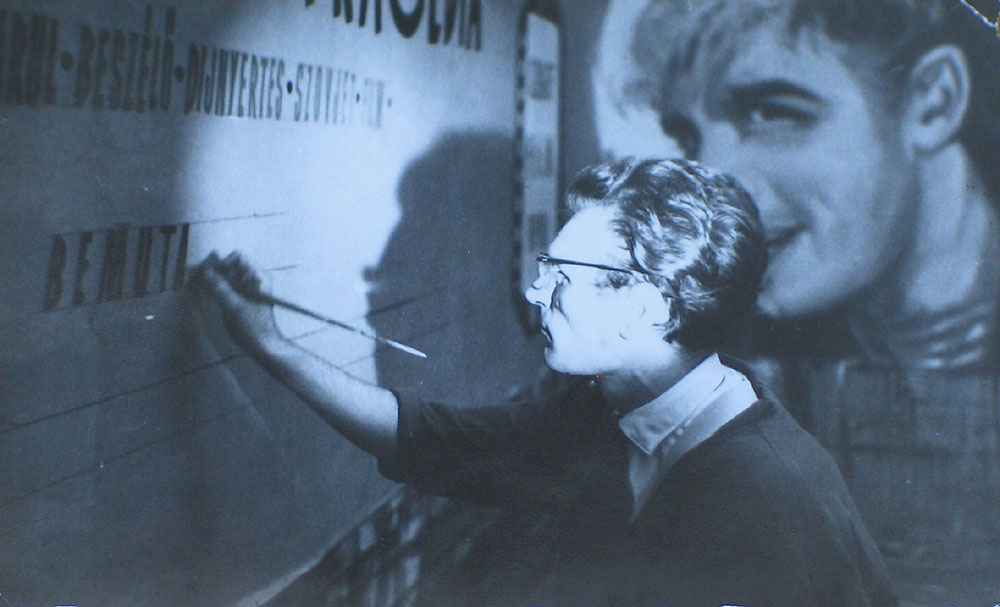
Au travail sur des affiches

László Saly Németh (Szombathely, 14 décembre 1920 – Budapest, 11 avril 2001) est un  peintre et graphiste hongrois.

## Biographie
Il commence ses études à Sopron à l'école d'art Széchenyi István Reáliskola. Son premier maître est l'aquarelliste József Soproni Horváth. 
Entre 1940 et 1942 il continue ses études aux Beaux-arts à Budapest, comme élève de Ágost Benkhardt et Rezső Burghardt. 
Pendant la Seconde Guerre mondiale il est prisonnier de guerre en France. Il a l'autorisation de travailler comme artiste peintre et il peint environ 60 œuvres sur place, qu’il vend et avec cet argent il aide ses camarades-prisonniers hongrois. 
Peu après son retour dans son pays natal il se marie et il a deux enfants. Il recommence son travail de dessinateur d'architecture pour la ville de Budapest, plus tard dans les années 1970 il travaille comme graphiste pour le cinéma chez FŐMO (Fővárosi Mozgóképszínházak, cinémas de Budapest). 
Ses beaux dessins d'architectures ont été exposés pendant longtemps dans les couloirs de la Mairie de la capitale.
Il reçut une demande de dessiner un livre d'anatomie, mais à cause de sa grave maladie oculaire, qu’il a eu très jeune, il n'a pas pu mener à bien son projet. À partir de 1956 la sclérose en plaques a diminué son activité artistique et ce, jusqu'à la fin de sa vie. Malgré cette difficulté il a laissé une œuvre complète et impressionnante. Tableaux, dessins, fusains, aquarelles, affiches de cinéma, dessins d'architecture et plans ont abouti dans des collections privées dans beaucoup de pays du monde entier.
En 1948, il a donné sa première exposition à la Galerie de la ville (Fővárosi Képtár). À partir de 1948, il était membre de la Fondation des Beaux-arts hongrois  (Magyar Képzőművészeti Alap). 
Depuis 1955 il travaillait dans l'atelier de l'Association nationale des artistes hongrois (Magyar Alkotóművészek Országos Egyesülete).

## Expositions
- 1948 Fővárosi Képtár, Budapest
- 1955 Műcsarnok, Budapest
- 1957 Ernst Múzeum, Budapest

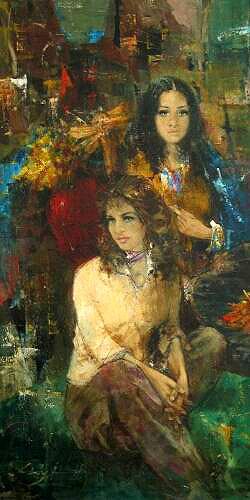
Saly Németh László: Mes filles; (1970-72)

- 1980 Fiatal Művészek Klubja, Budapest
- 1982 Derkovits Terem, Szombathely
- 1983 Művészetbarátok Egyesülete, Budapest
- 1984 Tudományos Ismeretterjesztő Társulat Székháza, Szombathely
- 1986 Festőterem, Sopron
- 1992 Kecskeméti Képtár
- 1992 Rádai Múzeum, Szij Rezső gyűjteményes kiállitása
- 2001 Matáv Székház, Budapest
- 2001 Balatonboglári Művelődési Ház
- 2005 Vincennes „Espace Daniel Sorano”, France
- 2005 Le Louvre des Antiquaires Paris
- 2007 Újpest Galéria, Budapest
- 2008 Lamy Avery Gallery, Los Angeles